# Bill Emmott
William John Emmott, detto Bill (Dulverton, 6 agosto 1956), è un giornalista e saggista britannico.

## Biografia
Emmott ha studiato alla Latymer Upper School di Londra e quindi al Magdalen College dell'Università di Oxford dove ha conseguito un PPE (Philosophy, Politics, and Economics).
Corrispondente da Tokyo nel 1980, dal 1993 al 2006 è stato direttore della rivista britannica The Economist e durante tale periodo la rivista ha sempre criticato molto duramente Silvio Berlusconi definendolo "inadatto a governare", posizione che continua a mantenere anche dopo il cambio al vertice.
È il solo vincitore straniero del Premio "È giornalismo".
Il 14 settembre 2010 firma il suo primo editoriale su La Stampa.
È coautore del documentario Girlfriend in a coma, realizzato con la regista Annalisa Piras, fortemente critico nei confronti di Silvio Berlusconi. Una sua presentazione al MAXXI di Roma, inizialmente prevista per il 13 febbraio 2013, è stata spostata a dopo il voto alle elezioni politiche del 2013. Ciò ha suscitato le critiche dell'autore che ha parlato di censura.

## Girlfriend in a Coma
Dopo aver pubblicato i bestseller Forza, Italia – Come ripartire dopo Berlusconi  e Good Italy, Bad Italy, Bill Emmott ha tradotto questa sua urgenza di raccontare il declino italiano in un suo progetto personale.
Nel 2011-2012 è coautore e narratore del documentario Girlfriend in a Coma, che guarda all'Italia e ai suoi ultimi 20 anni di crisi.
Il film è diretto dalla giornalista e regista Annalisa Piras ed è stato prodotto da Springshot Productions.
Girlfriend in a Coma nasce dalla profonda esplorazione della società italiana da parte di Emmott, che è voce oggettiva ed esterna insieme a quella della regista, che invece fornisce il punto di un'italiana, una delle tante ad aver lasciato l'Italia durante l'era berlusconiana.

## Opere
- (EN) (curatore, con Rupert Pennant-Rea), The Pocket Economist, Cambridge, Cambridge University Press, 1983, ISBN 0-521-26070-1.
- (EN) The Sun Also Sets: Why Japan Will Not Be Number One, London, Simon & Schuster, 1989, ISBN 0-671-69696-3.
- (EN) Japan's Global Reach: The Influences, Strategies, and Weaknesses of Japan's Multinational Companies, London, Century, 1991, ISBN 0-7126-4928-X.
- Asia contro Asia: Cina, India, Giappone e la nuova economia del potere, Collana Saggi stranieri, Milano, Rizzoli, 2008, ISBN 978-88-17-02385-6.
- Forza, Italia: come ripartire dopo Berlusconi, Milano, Rizzoli, 2010, ISBN 978-88-17-04492-9.
- (con Annalisa Piras), Girlfriend in a Coma, 2012
- Il destino dell'Occidente. Come salvare la migliore idea politica della storia, traduzione di E. Cantoni e R. Salerno, Venezia, Marsilio, 2017, ISBN 978-88-317-2772-3.